# Lancaster Gate (London Underground)

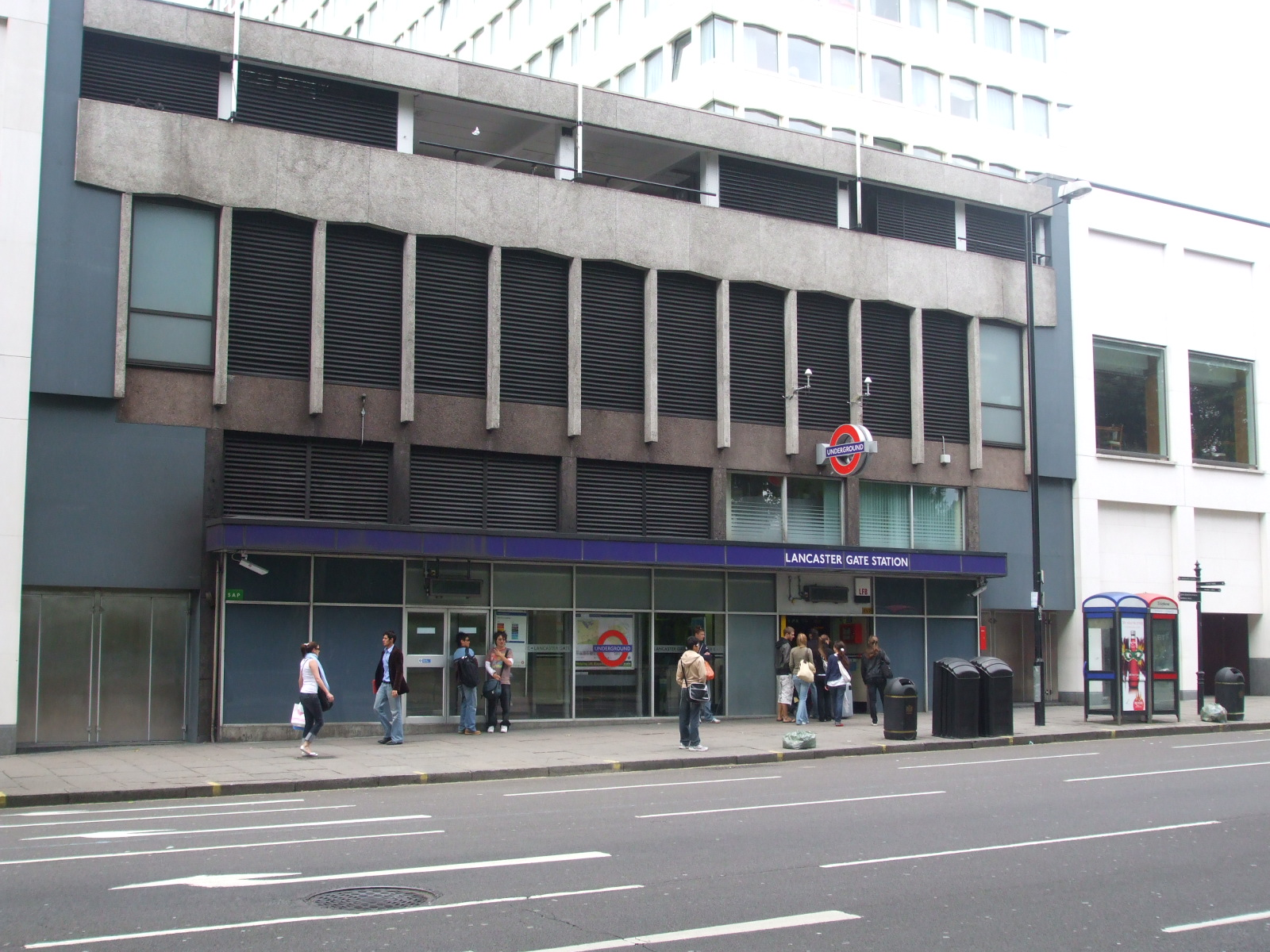
Station Lancaster Gate

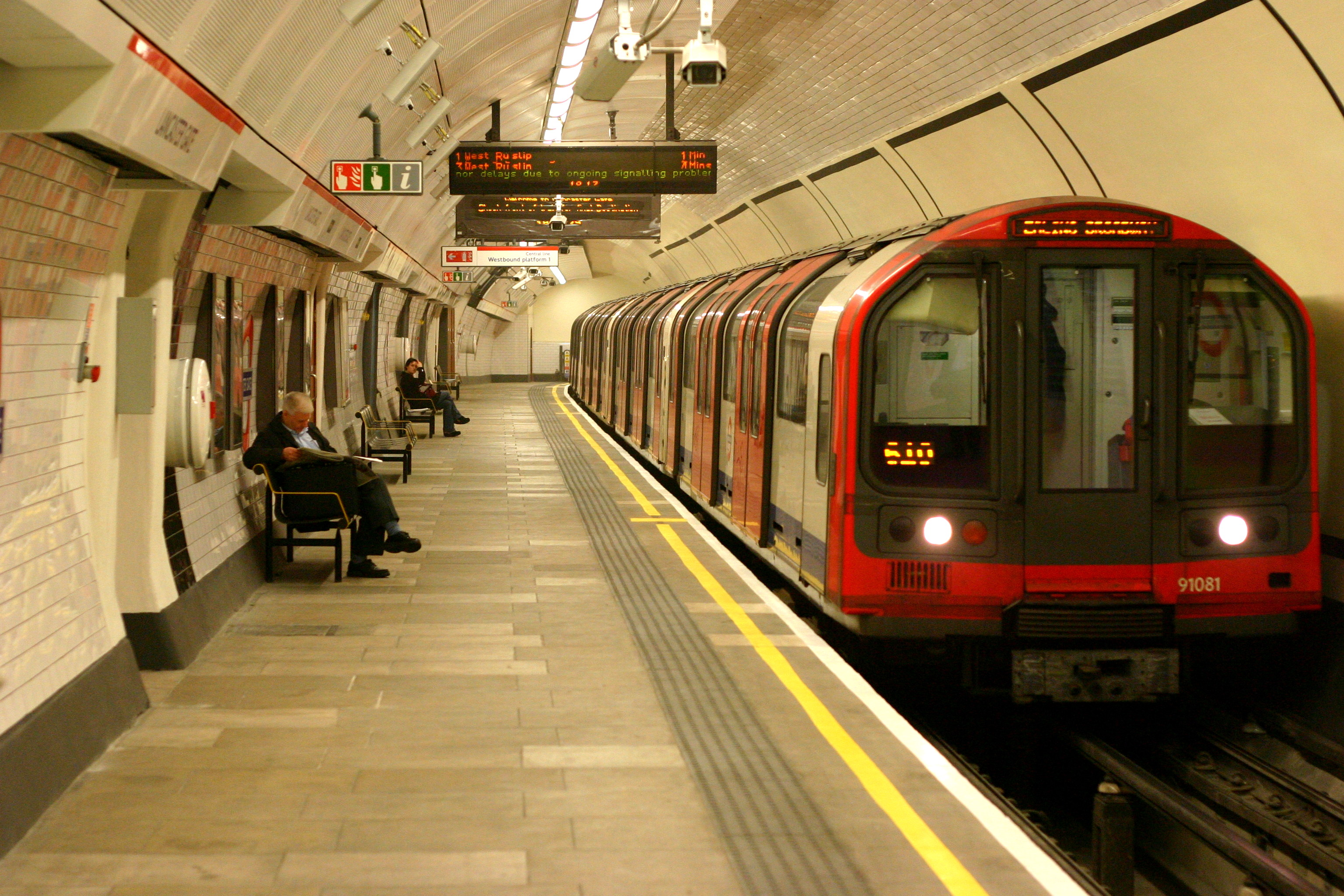
Bahnsteig in Richtung Westen

Lancaster Gate ist eine unterirdische Station der London Underground in der City of Westminster. Sie liegt am Nordrand des Hyde Park an der Bayswater Road im Stadtviertel Bayswater. Die von der Central Line bediente und in der Travelcard-Tarifzone 1 gelegene Station wurde im Jahr 2013 von 6,79 Millionen Fahrgästen genutzt.
Die Eröffnung erfolgte am 30. Juli 1900 durch die Central London Railway, die Vorgängergesellschaft der Central Line. Das ursprüngliche Stationsgebäude stammte von Harry Bell Measures. Es wurde 1968 abgerissen und durch einen modernen Neubau des Architekturbüros T P Bennett & Son ersetzt, das ursprünglich Büros beherbergte, heute aber von einem Hotel genutzt wird.
Vom 3. Juli bis zum 13. November 2006 war die Station geschlossen, um eine Modernisierung der alten Aufzüge zu ermöglichen. Im Zuge der Arbeiten renovierte man auch den Rest der Station und stattete sie mit verbesserter Videoüberwachung aus. Der Bahnhof Paddington befindet sich ungefähr fünf Gehminuten entfernt.